# メリアス
メリアス（古希: Μελιάς、古代ギリシア語ラテン翻字: Meliás）は、ギリシア神話に登場する、トネリコの木の精霊であるニュンペーである。複数形はメリアデス（古希: Μελιάδες、古代ギリシア語ラテン翻字: Meliádes）。英語ではメリアイ（Meliai）あるいはメリアエ（Meliae）という。
クロノスがウーラノスの男性器を切り取った際、そこからこぼれた血より生まれた。槍は血まみれになるため、その柄をトネリコで作るのはこの神話に由来する。
メリアスたちはクレーテー島にあるレアーの洞窟で幼いころのゼウスの世話をしていた。また、ウーラノスの男根が漂着したことで子を多く産む力を授かったレアー自身もメリアスたちを産んでいる。